# Zennewijnen
Zennewijnen é uma vila dos Países Baixos, na província de Guéldria. Zennewijnen pertence ao município de Tiel, e está situada a 3 km south of Tiel.
A área de Zennewijnen, que também inclui as partes periféricas da cidade, bem como a zona rural circundante, tem uma população estimada em 60 habitantes.